# Achyra ochrofascialis
Anania ochrofascialis là một loài bướm đêm trong họ Crambidae.